# Rückhaltebecken Auhof
Die Rückhaltebecken Auhof (oder auch Hochwasserrückhalteanlage in Auhof, Hochwassersammelbecken in Weidlingau, Rückhalteanlagen in Hadersdorf-Weidlingau) in Auhof an der Grenze zwischen dem 13. (Hietzing) und 14. Wiener Gemeindebezirk Penzing wurden als Teil der Wienflussregulierung errichtet. Ihre Aufgabe ist das Abfangen der für die Wien typischen rasch an- und abschwellenden Hochwasserwellen.

## Wienflussregulierung
Bereits in den 1880er Jahren befasste sich das Wiener Stadtbauamt mit Regulierungsentwürfen für den Wienfluss. Das schließlich realisierte Projekt vereint die Wien und die Wiener Stadtbahn in einem einheitlichen Profil, das einige technische und auch einen wirtschaftlichen Vorteil bot.

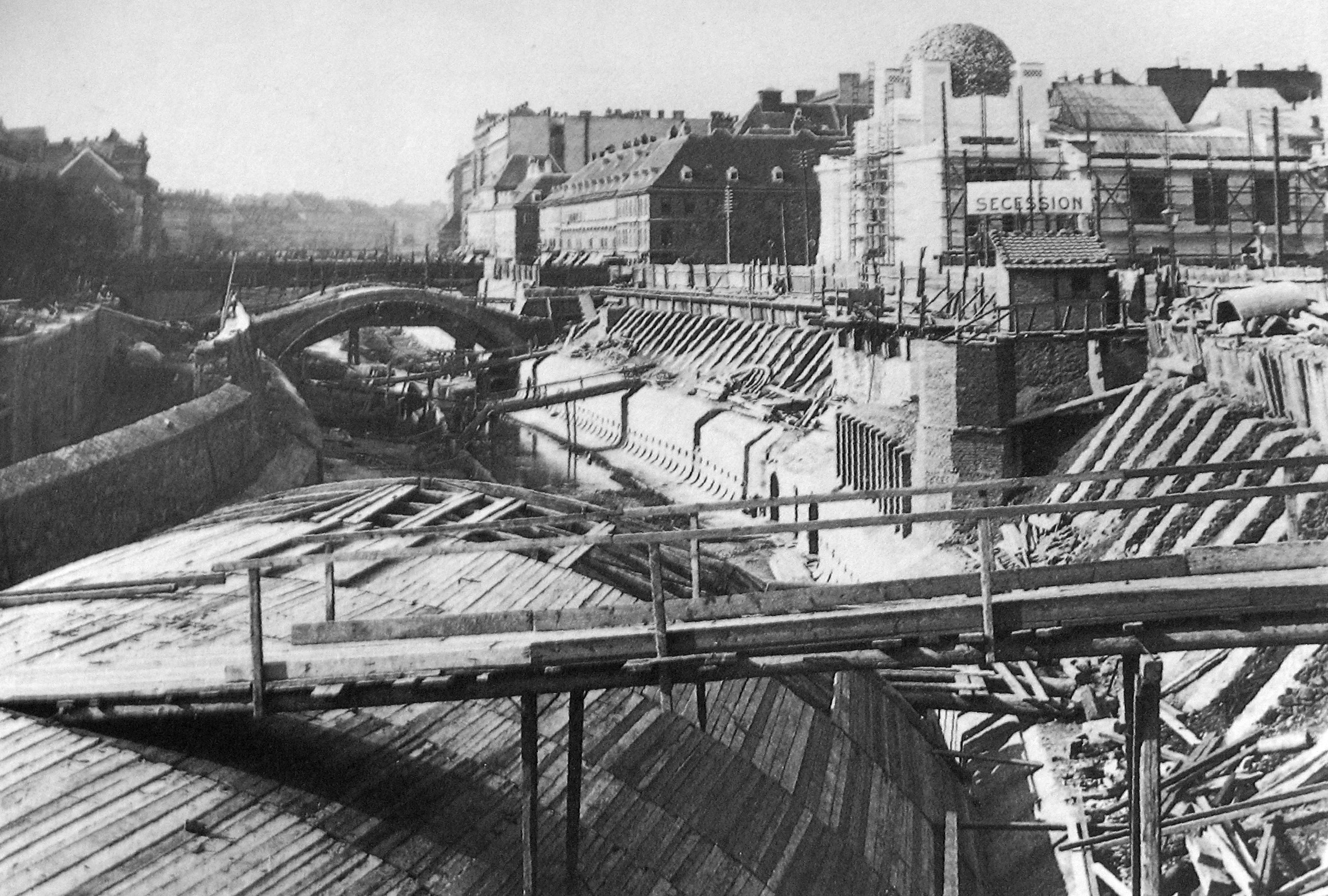
Wienflussregulierung – Errichtung der Einwölbung bei der Secession

Das Projekt, welches sich über eine Strecke von rund 17 Kilometern erstreckte, zerfiel in drei große Gruppen:
- Die Errichtung des künftigen Flusslaufes

Die Sohle und die Ufermauern wurden lagerichtig erbaut und so konstruiert, dass sie bei späterem Bedarf problemlos als Widerlager für eine weitere Einwölbung genutzt werden konnten. So erfolgte etwa die Einwölbung beim Naschmarkt erst in den Jahren 1913–1915.
- Die Errichtung von Sammelkanälen beiderseits der Wien
- Die Errichtung von Hochwassersammelbecken in Weidlingau am Beginn der Regulierungsstrecke[1]

Mit den Arbeiten am ersten Baulos der Hochwasserrückhaltebecken wurde am 1. April 1895 begonnen, Baubeginn beim zweiten Baulos war zwei Jahre später. Abgeschlossen wurden die Baumeisterarbeiten am 19. November 1899. Bis Ende des darauffolgenden Jahres wurden die Rechenanlagen montiert.
Seit 15. Juni 2001 stehen sowohl die Rückhaltebecken (Listeneintrag) als auch das Amtsgebäude der städtischen Wienflussaufsicht (Listeneintrag) unter Denkmalschutz.

## Hochwassersammelbecken

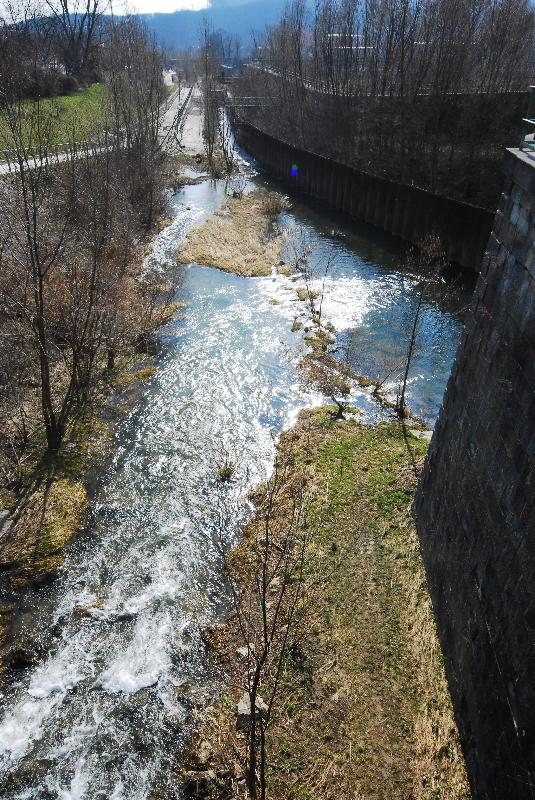
Mündung des Mauerbachs (links) in das Umgehungsgerinne

### Standort
Die Hochwassersammelbecken, auch Haltungen genannt, wurden bei Weidlingau am Westende der zu regulierenden Wienflussstrecke im Bereich der Einmündung des Mauerbaches zwischen dem Lainzer Tiergarten und der Westbahnstrecke auf einem rund 37 Hektar großen Areal errichtet.

### Am Bau Beteiligte
Für die Planung und Oberbauleitung war das Wiener Stadtbauamt in Person von Franz Berger als dessen Direktor und Franz Kindermann als Bauleiter zuständig. Die Baumeisterarbeiten wurden von „Doderer, Göhl & Sager“ ausgeführt, die Rechenanlagen stammen von R. Ph. Waagner.

### Aufgabe und Dimensionierung

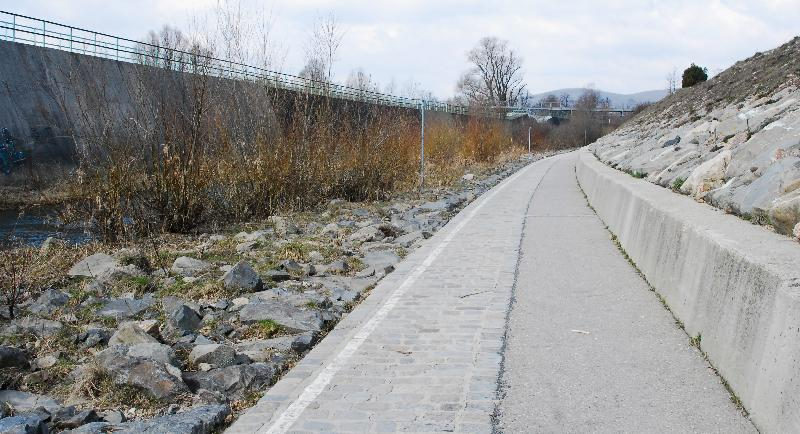
Das Umgehungsgerinne des Retentionsbeckens Auhof

Der Wienfluss führt im Normalfall etwa 200 Liter Wasser pro Sekunde, im Extremfall kann dieser Wert allerdings in kurzer Zeit auf über 450.000 Liter Wasser steigen.
Der Standort an der Mündung des Mauerbachs in den Wienfluss wurde gewählt, da bei langjährigen Beobachtungen festgestellt worden war, dass sich die für Wien bedrohlichen Hochwasserwellen immer dann ergaben, wenn beide Gewässer gleichzeitig Hochwasser führten.
Die Becken wurden so dimensioniert, um von maximal 480 Kubikmeter Wasser pro Sekunde in der Wien und maximal 130 Kubikmeter Wasser pro Sekunde im Mauerbach (= 610 Kubikmeter Wasser pro Sekunde) maximal 400 Kubikmeter Wasser pro Sekunde sofort durch das neu gestaltete Gerinne Richtung Donaukanal abzuleiten. Die übrigen 210 Kubikmeter Wasser pro Sekunde sollten so lange in den Retentionsbecken zurückgehalten werden, bis die Hochwasserwelle wieder im Abklingen war und der Lauf der Wien wieder zusätzliches Wasser aufnehmen konnte.
Da ebenfalls festgestellt worden war, dass eine derartige Hochwasserwelle kaum länger als zwei Stunden lang andauert, wurde das Fassungsvermögen der Becken so ausgelegt, dass ihr Volumen diese zwei Stunden lang jene 210 Kubikmeter pro Sekunde aufnehmen kann, die der hart verbaute Wienfluss in diesem Zeitraum in Wien nicht aufnehmen kann. Damit ergab sich ein Volumen von 1.600.000 Kubikmeter.
Aktuell werden für die sechs Rückhaltebecken an der Wien 1.160.000 Kubikmeter und jenes am Mauerbach 150.000 Kubikmeter genannt.

### Anlage und Funktionsweise

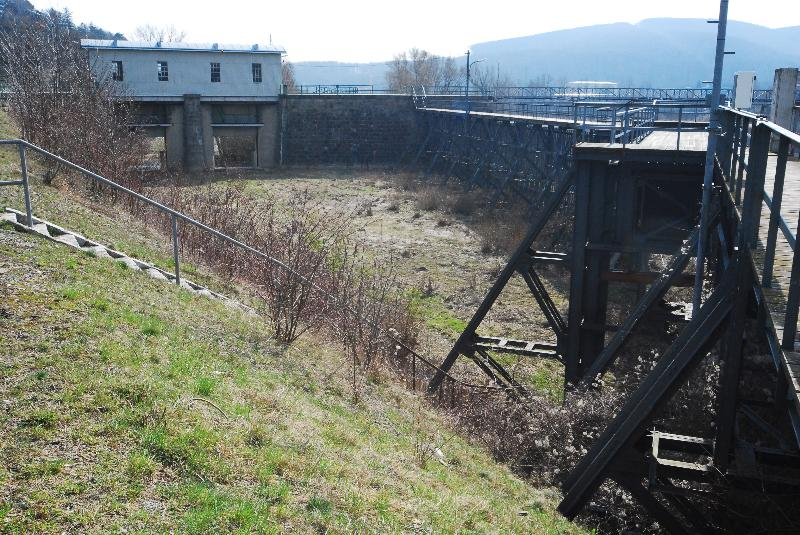
Verteilungsbauwerk und Rechenanlage

Die Anlage besteht aus sechs aufeinanderfolgenden und durch Betonmauern voneinander getrennten Rückhaltebecken (Haltung II bis Haltung VII) an der Südseite des Areals.
An der Nordseite des Wehrs („Betontraverse“) zwischen den Haltungen II und III befindet sich das Verteilungswerk (Sperrwerk). Hier beginnt der Umlaufgraben, welcher rund 1.300 Meter lang an der Nordseite der Haltungen III bis VII verläuft. An seiner Nordseite wurde dieser Graben von der ehemaligen Poststraße nach Linz und dem Gleiskörper der Westbahn begrenzt. Im Süden wird das Gerinne durch eine 6 bis 8 Meter hohe und an der Krone etwa 2 Meter dicke Betonmauer von den Haltungen getrennt. Das östliche Ende dieser Mauer am so genannten Endwerk wurde architektonisch etwas aufwändiger gestaltet, erhielt einen pylonartigen Aufsatz und ist mit Steinen verkleidet. Durchflossen wurde dieses Gerinne von den Wässern des Wienflusses und des Mauerbaches.
Die Aufgabe der Haltung II (Vorbecken) bestand vor allem in der Funktion als Absetzbecken. Durch die hier stattfindende Verbreiterung des Flussbettes sollten sich Geschiebe und Schwebstoffe ablagern können. Durch Rechenanlagen um das Verteilungswerk und auf der anschließenden Betontraverse sollte von der Flutwelle angeschwemmtes Treibgut aufgehalten werden.
In die Wehrmauern zwischen den Haltungen wurden Rohre als Durchlässe eingebaut. Diese sollen Wasser bereits in das nächstfolgende Becken ablaufen lassen, bevor die Wehrkrone überflutet wurde. Die Abflüsse des letzten Wehres in den Wienfluss sind mit Rückschlagklappen ausgestattet, die das Eindringen von Wasser vom Umgehungsgraben aus verhindern sollten.
Um nach einem Hochwasser die einzelnen Rückhaltebecken wieder entleeren zu können, wurden in die Mauer, welche den Umgehungsgraben und die Haltungen III bis VII voneinander trennt, Schleusen eingebaut.
Durch Betätigen des Verteilungswerks wurden die Retentionsbecken, wenn das Gerinne der Wien im Stadtgebiet seine Kapazitätsgrenze erreichte, geflutet. Eine Modernisierung des Sperrwerks erfolgte 1956. Für die Bedienung der Winden der ursprünglichen Schützenanlage waren 24 Mann notwendig.
Ein weiteres Rückhaltebecken (Haltung I ⊙) mit Vorbecken als Absetzbecken wurde für den Mauerbach an dessen linken Ufer vor der Mündung in die Wien errichtet. Dieses wird ebenfalls erst bei Erreichen der Kapazitätsgrenzen des Baches geflutet.

### Modernisierung
Vor allem der in den letzten Jahrzehnten erfolgte Ausbau der Wiener U-Bahnlinien machte den Ausbau des Hochwasserschutzes entlang der Wien notwendig (Wasser, das vom Wienfluss in die Trasse der benachbarten U4 eindringt, könnte im schlimmsten Katastrophenfall entweder bei der Station Längenfeldgasse in einen tiefer liegenden Tunnel der U6 eindringen, am Karlsplatz schlimmstenfalls das gesamte Stationsgebäude von der am tiefsten gelegenen U1 an fluten oder bei der Station Landstraße die U3 fluten.). Beschlossen wurde daher, den Hochwasserschutz im innerstädtischen Bereich auf ein 1000-jährliches Hochwasser (418 Kubikmeter Wasser pro Sekunde) zu erhöhen. Bei dieser Gelegenheit sollten auch die Rückhaltebecken als neue Lebensräume gestaltet werden.
Um die Rückhaltewirkung der Retentionsbecken zu optimieren, wurden in die Wehrmauern bewegliche Wehrverschlüsse eingebaut. Der Wienfluss erhielt dadurch auch die Gelegenheit, bei Nieder- oder Mittelwasserstand die Haltungen zu durchfließen und sich dort sein Flussbett selbst zu gestalten.
Im Ernstfall wird der Wehrverschluss im Wehr 1 zwischen den Haltungen II und III geschlossen und der Wienfluss über das Umleitungsgerinne abgeleitet. Teilweise geöffnet hingegen wird der Wehrverschluss im Wehr 6, um das Wasser der zwei Bäche, die vom Lainzer Tiergarten her in die Rückhaltebecken fließen, abrinnen zu lassen.
Mit der Füllung der Rückhaltebecken wird ab einem hundertjährlichen Hochwasser (360 Kubikmeter Wasser pro Sekunde) begonnen.

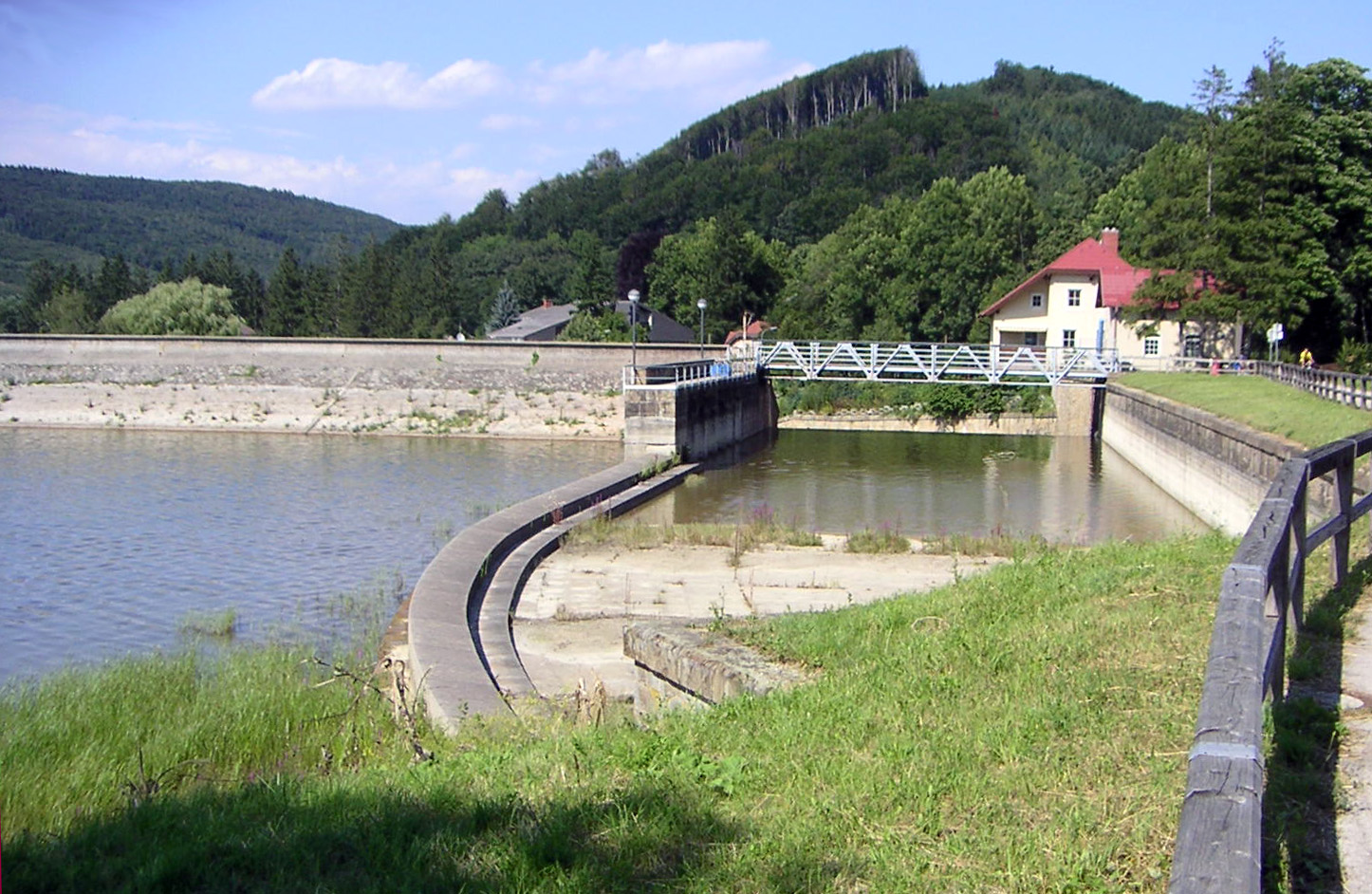
Schleusenbereich des Wienerwaldsees

Unterstützt wird die zuständige Magistratsabteilung (MA) 45 – Wiener Gewässer dabei durch ein von der Universität Karlsruhe erstelltes Vorhersagemodell, welches für die jeweiligen Einzugsgebiete adaptiert werden kann. Informationen erhält der Zentralcomputer von eigens errichteten Messstationen, die ihre Daten in Abständen von einer bis 15 Minuten übermitteln.
Über den Zeitraum der Modernisierung liegen leider keine genauen Angaben vor.
Zusätzliche Unterstützung erhielten die Bemühungen um einen verbesserten Hochwasserschutz im Westen Wiens durch die Stilllegung des Wientalwasserwerks im Jahr 2004. Der künstlich angelegte Wienerwaldsee ging in die Verwaltung der Magistratsabteilung 45 über und wurde entsprechend der Bedürfnisse für den Hochwasserschutz umgestaltet.

### Städtische Wienflussaufsicht

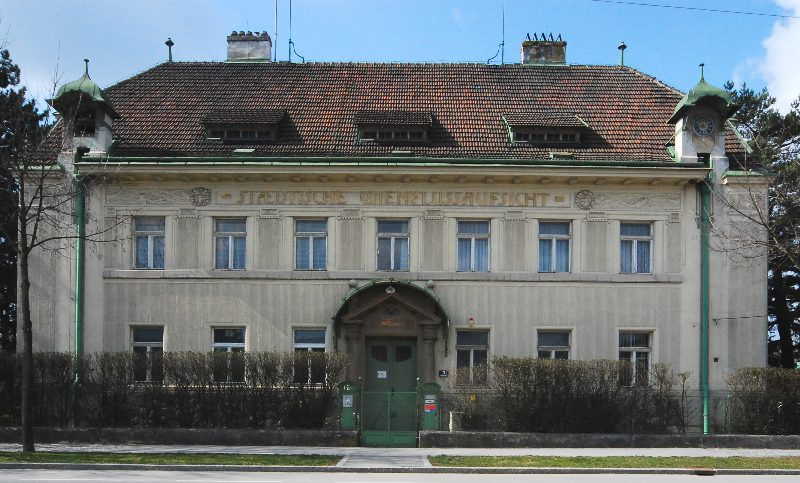
Städtische Wienflussaufsicht

Der Überwachungs- und Hochwasserdienst wurde von sechs Beamten und fünf Aufsehern wahrgenommen. Zwei Beamte und ein Aufseher wohnten in einem eigens errichteten Dienstgebäude der städtischen Wienflussaufsicht, an dessen Rückseite sich das Verteilungswerk befindet. Für die rasche Nachrichtenübermittlung ins Rathaus, zur Feuerwehrzentrale Am Hof und entlang des Wienflusses von dessen Mündung in den Donaukanal bis Tullnerbach wurden eigene Telefon- und Telegrafenleitungen eingerichtet.
Heute ist dies eine Aufgabe der Magistratsabteilung (MA) 45 – Wiener Gewässer.

### Biotop

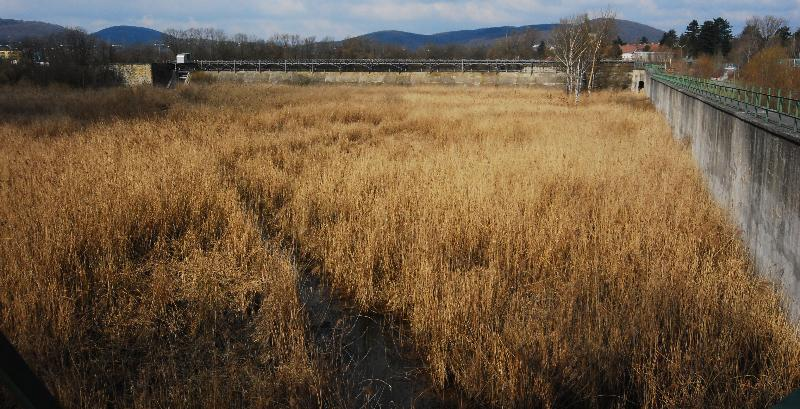
Eines der Rückhaltebecken

Die Rückhaltebecken in Auhof stellen das größte Feuchtbiotop im Westen der Stadt Wien dar. Fauna und Flora in den Becken werden weitgehend sich selbst überlassen, durch die immer wieder erfolgenden Hochwässer herrschen hier ähnliche Verhältnisse wie in Augebieten.
Angesiedelt haben sich hier unter anderem Biber, Bisamratten und Fischotter, aber auch rund 120 Vogelarten (Eisvögel, Schwarzstörche, Schilf- und Drosselrohrsänger) haben hier einen Lebensraum gefunden.

## Ingenieurbiologische Versuchsstrecke
In Zusammenarbeit der Universität für Bodenkultur Wien (Institut für Ingenieurbiologie und Landschaftsbau) und der Magistratsabteilung (MA) 45 – Wiener Gewässer entstand im März 1996 im Anschluss an das Sperrwerk die weltweit einzigartige ingenieurbiologische Versuchsstrecke mit 170 Metern Länge. Durch künstlich erzeugte Hochwässer mit Durchflussmengen von 30 – 50 Kubikmeter Wasser pro Sekunde können hier ingenieurbiologische Uferverbauungen auf ihre Belastbarkeit getestet werden. Zahlreiche Publikationen sind ein Ergebnis der hier gewonnenen Erkenntnisse.